# Szuizei japán császár
Szuizei császár (綏靖天皇 Suizei-tennō), más néven Kamu-nuna-kaha-mimi no mikoto volt a hagyomány szerint a második japán császár.
Életéről nem maradtak fenn pontos adatok, de általában i.e. 581-549-re teszik uralkodása idejét. Azon nyolc uralkodó egyike, akikhez nem kapcsolódnak különleges legendák, és a „nyolc nem dokumentált uralkodóként” (欠史八代, Kessi-hacsidai) ismertek.

## Legendás elbeszélések
A mai tudósok még mindig megkérdőjelezik az első kilenc japán uralkodó létezését, Szuizei leszármazottja, Szudzsin császár az első, akinek a létezését ténylegesen elfogadják. A posztumusz Szuizei tennó nevet a későbbi generációktól kapta.
A sorban 29. uralkodó, Kinmei császár uralkodása (kb. i.u. 509-571) az első, amihez a kortárs történetírás hiteles, ellenőrizhető adatokat tud rendelni; azonban a korai császárokra vonatkozó, hagyományosan elfogadott neveket és dátumokat a Jamato-dinasztia 50. császáráig, Kanmu japán császár (737-806) uralkodásáig nem nyilvánították hagyományosnak.
A legrégebbi japán krónika, a 8. század elején született Kodzsiki alig többet jegyzett fel Szuizeiről, mint a nevét és családfáját. Eszerint Szuizei Dzsinmu, az első császár főfelesége, Iszukeijorihime elsőszülött gyermeke volt, azonban eredetileg idősebb testvére, Kamujavimimi volt a trónörökös. Dzsinmu halála által Tagisimimi, Dzsinmu egy kisebb rangú feleségétől származó fia megkísérelte magának megszerezni a trónt. Szuizei bátorította Kamujavimimit, hogy ölje meg Tagasimit, de az félt megtenni, ezért Szuizei hajtotta végre a gyilkosságot. Ennek köszönhetően Kamujavimimi lemondott a javára, elismerve, hogy Szuizei a bátrabb, így neki kellene a császárnak lennie. Elképzelhető, hogy a történet az ultimogenitúra (az utolsóként világra jött gyermek öröklése) gyakorlatát magyarázza, amit később az elsőszülötti öröklés (primogenitúra) váltott fel.
Csien feljegyezte, hogy Szuizei Dzsinmu császár egyik fia volt, és a Takaoka-no-mija-i palotából uralkodott Kuszaragiban, a későbbi Jamato tartományban. 
Jelenleg fenntartanak egy birodalmi sírkövet Szuszei számára, a létezésének számot adó, megbízható történelmi feljegyzések hiánya ellenére is. 
Az uralkodó a posztumusz nevének a jelentése szó szerint „vidáman egészséges béke”. A név vitathatatlanul kínai mintát követ, és buddhista vonatkozásai vannak.
Tényleges sírhelye nem ismert, ezért hagyományosan a Miszaszagi sintó szentélyben, Narában tisztelik emlékét. A Császári Udvar a helyet mauzóleumnak nyilvánította Cukida no oka no e no miszaszagi néven.

## Fordítás
- Ez a szócikk részben vagy egészben  az   Emperor Suizei című angol Wikipédia-szócikk fordításán alapul.  Az eredeti cikk szerkesztőit annak laptörténete sorolja fel. Ez a jelzés csupán a megfogalmazás eredetét és a szerzői jogokat jelzi, nem szolgál a cikkben szereplő információk forrásmegjelöléseként.